# Уайт-Маунтин (Аляска)
Уайт-Маунтин (англ. White Mountain) — город в зоне переписи населения Ном, штат Аляска, США.

## География
По данным Бюро переписи населения США площадь населённого пункта составляет 5,3 км², из них суша составляет 4,6 км², а водные поверхности — 0,6 км². Расположен в южной части полуострова Сьюард, на восточном берегу реки Фиш. Уайт-Маунтин — единственный населённый пункт полуострова Сьюард, расположенный не на побережье.

## Население
По данным переписи 2000 года население города составляло 203 человека. Расовый состав: коренные американцы — 83,74 %; белые — 13,30 %; представители двух и более рас — 2,46 %; представители других рас — 0,49 %. Доля лиц в возрасте младше 18 лет — 40,4 %; лиц старше 65 лет — 7,4 %. Средний возраст населения — 29 лет. На каждые 100 женщин приходится 109,3 мужчин; на каждые 100 женщин в возрасте старше 18 лет — 132,7 мужчин.
Из 69 домашних хозяйств в 43,5 % — воспитывали детей в возрасте до 18 лет, 24,6 % представляли собой совместно проживающие супружеские пары, 26,1 % — женщины без мужей, 31,9 % не имели семьи. 30,4 % от общего числа хозяйств на момент переписи жили самостоятельно, при этом 7,2 % составили одинокие пожилые люди в возрасте 65 лет и старше. В среднем домашнее хозяйство ведут 2,94 человек, а средний размер семьи — 3,55 человек.
Средний доход на совместное хозяйство — $25 833; средний доход на семью — $29 688.

## Экономика
Экономика города основана на натуральном хозяйстве: рыболовстве, охоте, оленеводстве и других видах деятельности.